# Lotus 107
La Lotus 107 è una vettura di Formula 1 utilizzata dal Team Lotus nelle stagioni 1992, 1993 e nella prima parte del 1994, con cui il team ebbe gli ultimi sprazzi di competitività prima della chiusura definitiva avvenuta alla fine del 1994.
La 107 è stata la prima Lotus ad essere dotata di un cambio semiautomatico.

## Contesto e sviluppo
Il design della 107 è spesso attribuito erroneamente al progettista Chris Murphy. In realtà il design della 107 fu largamente influenzato da quello della Leyton House CG911, che corse nella stagione 1991 e che fu in gran parte progettata dal direttore tecnico Gustav Brunner. Il travaso di design avvenne con la dissoluzione del team Leyton House Racing a seguito dell'arresto del proprietario Akira Akagi nel settembre 1991 ed il susseguente esodo dello staff tecnico (inclusi il capo progettista Chris Murphy e Jean Claude Martens, ma non Gustav Brunner) verso il Team Lotus.
La 107 aveva linee morbide e filanti, molto dissimili da quelle dell'anziana Lotus 102D, ormai al limite dello sviluppo, le cui origini risalivano alla stagione 1990. Le modifiche al design di base della Leyton House CG911 per l'installazione del motore Ford Cosworth HB V8, di specifica simile (o meno recente) a quella utilizzata dalla Benetton, furono completate in tempo per la presentazione della vettura al Gran Premio di San Marino 1992.

## Carriera agonistica

### 1992
Grazie ad un'accoppiata di piloti di primo piano, composta da Johnny Herbert e dal futuro due volte campione del mondo Mika Häkkinen, la Lotus ottenne dei buoni risultati: in molte gare i due piloti furono in grado di reggere il passo del gruppo di testa, almeno nelle prime fasi di gara. L'affidabilità fu però scarsa. In totale furono totalizzati 13 punti, che valse al team il 5º posto nel campionato Costruttori.

### 1993

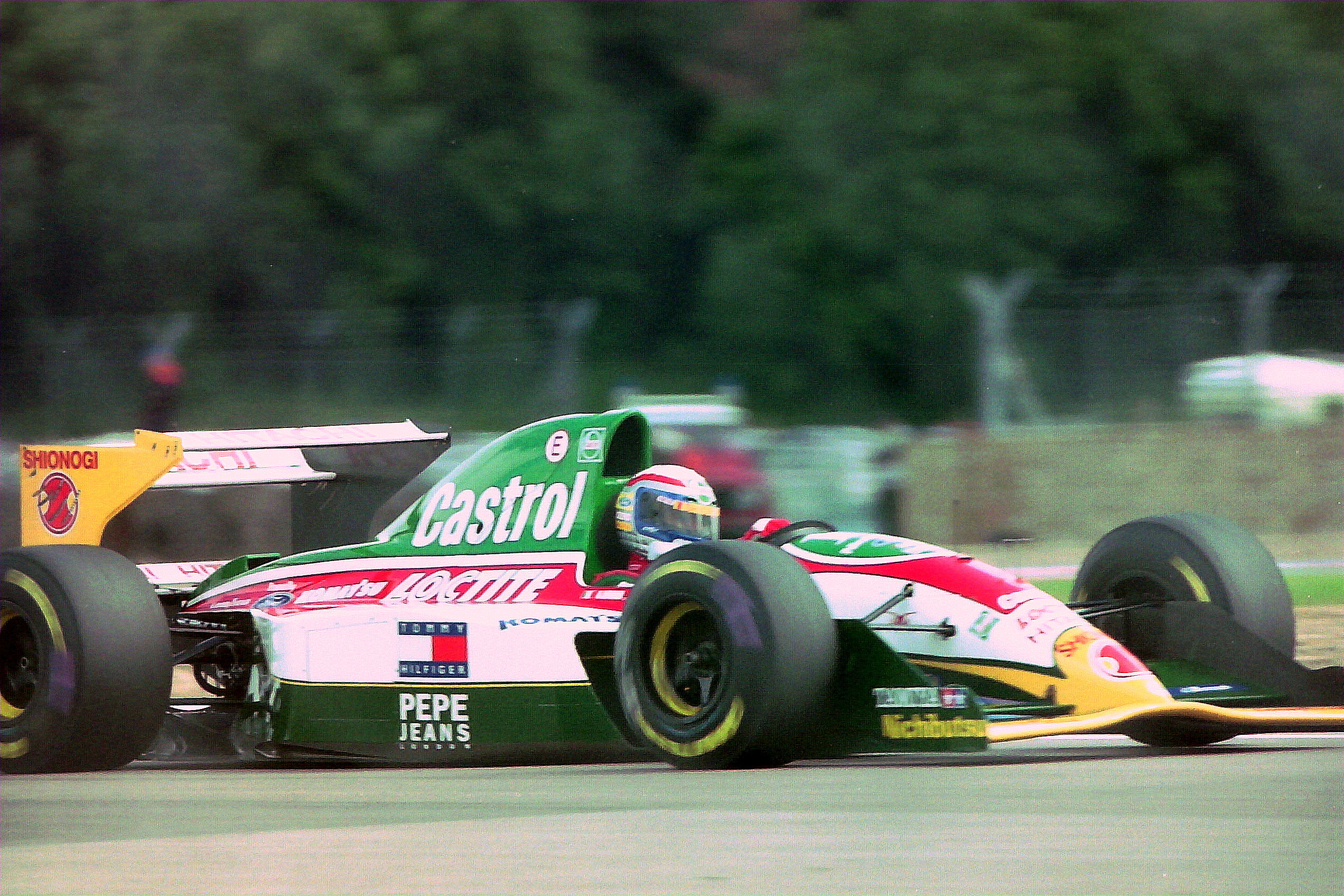
Alex Zanardi su Lotus 107B durante le prove del Gran Premio di Gran Bretagna 1993

Per la stagione successiva la vettura venne sviluppata nella versione B. Come da prassi a quel tempo, il team impiegò le sospensioni attive (che la stessa Lotus aveva introdotto a suo tempo nel 1987), ma il budget non era sufficiente per svilupparle e farle funzionare a dovere; inoltre non rappresentavano più un vantaggio esclusivo. Secondo Alex Zanardi, nella sua autobiografia Alex Zanardi: My Story, la decisione di focalizzare le attenzioni su quel sistema andò a discapito dello sviluppo di altre aree della vettura. Ciò nonostante il team arrivò quasi ad eguagliare i risultati dell'anno precedente, con 12 punti ed il 6º posto nel campionato Costruttori.

### 1994
L'ultima versione della 107 fu la C, portata in pista nelle prime gare del 1994, con il motore Mugen-Honda al posto del Ford Cosworth. Le difficoltà finanziarie portarono il team al collasso al termine della stagione 1994. La Lotus 109, l'ultima vettura di Formula 1 dello storico team, con la quale partecipò alle restanti gare del 1994, fu un'ulteriore derivazione di questo design.

## Risultati completi
| Anno | Vettura   | Motore           | Gomme | Piloti         |  |  |  |  |     |     |     |   |     |     |     |    |     |     |     |    |  |  |  |  |  |  |  |  | Punti | Pos. |
| ---- | --------- | ---------------- | ----- | -------------- |  |  |  |  | --- | --- | --- | - | --- | --- | --- | -- | --- | --- | --- | -- |  |  |  |  |  |  |  |  | ----- | ---- |
| 1992 | Lotus 107 | Ford Cosworth HB | G     | Mika Häkkinen  |  |  |  |  |     | Rit | Rit | 4 | 6   | Rit | 4   | 6  | Rit | 5   | Rit | 7  |  |  |  |  |  |  |  |  | 13*   | 5º   |
| 1992 | Lotus 107 | Ford Cosworth HB | G     | Johnny Herbert |  |  |  |  | Rit | Rit | Rit | 6 | Rit | Rit | Rit | 13 | Rit | Rit | Rit | 13 |  |  |  |  |  |  |  |  | 13*   | 5º   |

| Anno | Vettura    | Motore           | Gomme | Piloti         |     |   |   |     |     |     |    |     |     |     |     |    |     |     |    |     |  |  |  |  |  |  |  |  | Punti | Pos. |
| ---- | ---------- | ---------------- | ----- | -------------- | --- | - | - | --- | --- | --- | -- | --- | --- | --- | --- | -- | --- | --- | -- | --- |  |  |  |  |  |  |  |  | ----- | ---- |
| 1993 | Lotus 107B | Ford Cosworth HB | G     | Johnny Herbert | Rit | 4 | 4 | 8   | Rit | Rit | 10 | Rit | 4   | 10  | Rit | 5  | Rit | Rit | 11 | Rit |  |  |  |  |  |  |  |  | 12    | 6º   |
| 1993 | Lotus 107B | Ford Cosworth HB | G     | Alex Zanardi   | Rit | 6 | 8 | Rit | 14  | 7   | 11 | Rit | Rit | Rit | Rit | NP |     |     |    |     |  |  |  |  |  |  |  |  | 12    | 6º   |
| 1993 | Lotus 107B | Ford Cosworth HB | G     | Pedro Lamy     |     |   |   |     |     |     |    |     |     |     |     |    | 11  | Rit | 13 | Rit |  |  |  |  |  |  |  |  | 12    | 6º   |

| Anno | Vettura    | Motore      | Gomme | Piloti         |    |   |     |     |   |    |  |  |  |  |  |  |  |  |  |  |  |  |  |  |  |  |  |  | Punti | Pos. |
| ---- | ---------- | ----------- | ----- | -------------- | -- | - | --- | --- | - | -- |  |  |  |  |  |  |  |  |  |  |  |  |  |  |  |  |  |  | ----- | ---- |
| 1994 | Lotus 107C | Mugen-Honda | G     | Johnny Herbert | 7  | 7 | 10  | Rit |   |    |  |  |  |  |  |  |  |  |  |  |  |  |  |  |  |  |  |  | 0     | -    |
| 1994 | Lotus 107C | Mugen-Honda | G     | Pedro Lamy     | 10 | 8 | Rit | 11  |   |    |  |  |  |  |  |  |  |  |  |  |  |  |  |  |  |  |  |  | 0     | -    |
| 1994 | Lotus 107C | Mugen-Honda | G     | Alex Zanardi   |    |   |     |     | 9 | 15 |  |  |  |  |  |  |  |  |  |  |  |  |  |  |  |  |  |  | 0     | -    |

*2 punti totalizzati con la Lotus 102D